# Valérie Létourneau
Valérie Létourneau (Montreal, Quebec; 29 de abril de 1983) es una artista marcial mixta canadiense retirada, que compitió en las divisiones de peso mosca y peso paja con Bellator MMA y Ultimate Fighting Championship (UFC).

## Carrera de artes marciales mixtas
Létourneau debutó en las MMA el 31 de marzo de 2007 con una victoria por nocaut técnico sobre Tannaya Hantelman. Létourneau perdió sus dos siguientes combates contra Sarah Kaufman, futura peso gallo femenino de la UFC, y Alexis Davis. Létourneau se rompió la mano en la primera ronda de su pelea con Davis. Después de Létourneau se recuperó al ganar sus próximos tres peleas que luego se fijó para hacer frente a la futura UFC peso paja femenino Cláudia Gadelha en Wreck MMA: Road to Glory, donde perdió por decisión dividida.
Létourneau regresó en AFC 21 acabando con Jordan Moore en 34 segundos por TKO.

### The Ultimate Fighter
Létourneau fue una de las concursantes femeninas que compitieron para entrar en The Ultimate Fighter para la temporada TUF 18. Perdió por estrangulamiento por detrás. Perdió por estrangulamiento por detrás ante Roxanne Modafferi.

### Ultimate Fighting Championship
Létourneau debutó en la UFC en el combate UFC 174 contra Elizabeth Phillips, que sustituía a la lesionada Milana Dudieva. Létourneau ganó el combate por decisión dividida.
Létourneau regresó al octágono para enfrentarse a su compatriota canadiense Jessica Rakoczy en el UFC 186. Létourneau ganó el combate por decisión unánime.
A continuación, Létourneau se enfrentó a la invicta Maryna Moroz en UFC Fight Night: Holloway vs. Oliveira. Ganó por decisión unánime.
Létourneau se enfrentó a la campeona de peso paja Joanna Jędrzejczyk el 15 de noviembre de 2015 en el evento coprincipal en UFC 193. Perdió la pelea por decisión unánime (49-46, 49-46, 50-45).
Létourneau se enfrentó a Joanne Wood en UFC Fight Night: MacDonald vs. Thompson, en el primer combate femenino de peso mosca de la historia de la UFC, que perdió por nocaut técnico en el tercer asalto.
En el UFC 206, Létourneau se enfrentó a Viviane Pereira. Perdió el combate por una controvertida decisión dividida y fue despedida de la promoción.

### Bellator MMA
El 24 de abril de 2017, Létourneau firmó un nuevo contrato con Bellator MMA. El acuerdo le permitió pelear en un peso de 125 libras, un corte de peso más fácil que el límite de peso de 115 libras requerido para la división de peso paja de la UFC.
Se esperaba que debutara contra Emily Ducote en Bellator 181 el 14 de julio de 2017. Sin embargo, el 10 de julio, se retiró del combate debido a una lesión.
Létourneau finalmente debutó contra Kate Jackson en Bellator 191 el 15 de diciembre de 2017. Ganó la pelea por decisión unánime.
Letourneau luego se enfrentó a Kristina Williams en Bellator 201, obteniendo la victoria por decisión unánime.
Letourneau se enfrentó a Ilima-Lei Macfarlane en Bellator 213 por el Campeonato Mundial Mosca Femenino de Bellator. Fue derrotada por sumisión en el tercer asalto.

## Récord en artes marciales mixtas
| Resultado | Récord | Oponente             | Método                            | Evento                                  | Fecha                    | Ronda | Tiempo | Localización |
| --------- | ------ | -------------------- | --------------------------------- | --------------------------------------- | ------------------------ | ----- | ------ | ------------ |
| Derrota   | 10–7   | Ilima-Lei Macfarlane | Sumisión (triangle choke)         | Bellator 213                            | 15 de diciembre de 2018  | 3     | 3:19   | Honolulu     |
| Victoria  | 10–6   | Kristina Williams    | Decisión (unánime)                | Bellator 201                            | 29 de junio de 2018      | 3     | 5:00   | Temecula     |
| Victoria  | 9–6    | Kate Jackson         | Decisión (unánime)                | Bellator 191                            | 15 de diciembre de 2017  | 3     | 5:00   | Newcastle    |
| Derrota   | 8–6    | Viviane Pereira      | Decisión (split)                  | UFC 206                                 | 10 de diciembre de 2016  | 3     | 5:00   | Toronto      |
| Derrota   | 8–5    | Joanne Wood          | TKO (golpe al cuerpo y puñetazos) | UFC Fight Night: MacDonald vs. Thompson | 18 de junio de 2016      | 3     | 2:51   | Ottawa       |
| Derrota   | 8–4    | Joanna Jędrzejczyk   | Decisión (unánime)                | UFC 193                                 | 15 de noviembre de 2015  | 5     | 5:00   | Melbourne    |
| Victoria  | 8–3    | Maryna Moroz         | Decisión (unánime)                | UFC Fight Night: Holloway vs. Oliveira  | 23 de agosto de 2015     | 3     | 5:00   | Saskatoon    |
| Victoria  | 7–3    | Jessica Rakoczy      | Decisión (unánime)                | UFC 186                                 | 25 de abril de 2015      | 3     | 5:00   | Montreal     |
| Victoria  | 6–3    | Elizabeth Phillips   | Decisión (split)                  | UFC 174                                 | 14 de junio de 2014      | 3     | 5:00   | Vancouver    |
| Victoria  | 5–3    | Jordan Moore         | TKO (golpes)                      | AFC 21 - The Return                     | 16 de mayo de 2014       | 1     | 0:34   | Hollywood    |
| Derrota   | 4–3    | Cláudia Gadelha      | Decisión (split)                  | Wreck MMA - Road to Glory               | 20 de abril de 2012      | 3     | 5:00   | Gatineau     |
| Victoria  | 4–2    | Tannaya Hantelman    | TKO (golpes)                      | Freedom Fight - For Honor and Pride     | 10 de septiembre de 2011 | 1     | 2:07   | Gran Sudbury |
| Victoria  | 3–2    | Julie Malenfant      | TKO (golpes)                      | Ringside MMA 10 - Cote vs. Starnes      | 9 de abril de 2011       | 2     | 2:15   | Montreal     |
| Victoria  | 2–2    | Kate Roy             | Sumisión (armbar)                 | XMMA 7 - Inferno                        | 27 de febrero de 2009    | 1     | 3:23   | Montreal     |
| Derrota   | 1–2    | Alexis Davis         | Decisión (split)                  | TKO 31 - Young Guns                     | 14 de diciembre de 2007  | 3     | 5:00   | Montreal     |
| Derrota   | 1–1    | Sarah Kaufman        | TKO (golpes)                      | TKO 29: Repercussion                    | 1 de junio de 2007       | 2     | 1:36   | Montreal     |
| Victoria  | 1–0    | Tannaya Hantelman    | TKO (golpes)                      | ECC 5 - A Night Of Champions            | 31 de marzo de 2007      | 2     | 4:02   | Halifax      |